# Jakobson
Jakobson ist ein patronymisch gebildeter Familienname mit der Bedeutung „Sohn des Jakob“.

## Namensträger
- August Jakobson (1904–1963), estnischer Schriftsteller
- Carl Robert Jakobson (1841–1882), estnischer Schriftsteller und Politiker
- Eduard Magnus Jakobson (1847–1903), estnischer Xylograph
- Hans-Georg Jakobson (1957 oder 1958 – 1993), Opfer einer rechtsextremen Gewalttat
- Heinrich Friedrich Jacobson (1804–1868), deutscher Kirchenrechtler
- Max Jakobson (1923–2013), finnischer Diplomat und Politiker
- Peeter Jakobson (1854–1899), estnischer Dichter
- Pjotr Wassiljewitsch Jakobson (1890–1973), russisch-sowjetischer Eisenbahningenieur und Hochschullehrer
- Roman Ossipowitsch Jakobson (1896–1982), russischer Linguist